# Jan Ślusarek
Jan Karol Ślusarek – profesor nauk technicznych, nauczyciel akademicki, w latach 2005–2008 i 2012–2016 dziekan Wydziału Budownictwa Politechniki Śląskiej.

## Życiorys
W roku 1977 ukończył studia na Wydziale Budownictwa i Architektury Politechniki Śląskiej. Następnie pracował na stanowiskach kierowniczych w różnych przedsiębiorstwach wykonawstwa budowlanego. Na Uczelni pracował od roku 1993. Stopień doktora nauk technicznych uzyskał na Wydziale Budownictwa i Architektury Politechniki Szczecińskiej w roku 1996. Stopień doktora habilitowanego w roku 2002 na Wydziale Budownictwa Politechniki Śląskiej. W latach 2004–2010 był profesorem nadzwyczajnym Politechniki Śląskiej. 30 grudnia 2009 uzyskał tytuł profesora nauk technicznych. Od 1 stycznia 2011 był profesorem zwyczajnym, a później profesorem w Politechnice Śląskiej.
Pełnił funkcje kierownika Zakładu Budownictwa Ekologicznego oraz dziekana Wydziału Budownictwa w kadencji 2005-2008. W latach 2009–2019 był kierownikiem Katedry Budownictwa Ogólnego i Fizyki Budowli. Od 2019 był kierownikiem Katedry Procesów Budowlanych i Fizyki Budowli. W kadencji 2008–2012 pełnił funkcję Prorektora ds. Nauki i Współpracy z Przemysłem. W kadencji 2012–2016 pełnił funkcję Dziekana Wydziału Budownictwa. Był także Członkiem Sekcji Fizyki Budowli KILiW PAN w kadencji 2021–2024.
W 2003 otrzymał nagrodę im. prof. Wacława Żenczykowskiego. W 2010 został odznaczony Złotym Krzyżem Zasługi.
Zmarł 24 kwietnia 2022 roku. Pochowany został na cmentarzu parafialnym w Żorach.

## Dorobek naukowy
Był autorem dwóch monografii, dwóch podręczników oraz jednej książki wydanej za granicą. Był też współautorem trzech kolejnych monografii. Jego łączny dorobek obejmował przeszło 200 prac opublikowanych w kraju i za granicą. Był promotorem ośmiu zakończonych przewodów doktorskich, ponad 130 prac dyplomowych magisterskich i inżynierskich. Prof. Jan Ślusarek był również recenzentem pięciu rozpraw doktorskich, dwóch rozpraw habilitacyjnych oraz dwóch wniosków o nadanie tytułu profesora nauk technicznych. Był również autorem opinii o wnioskach o nadanie tytułu Doktora Honoris Causa oraz Profesora Honorowego Politechniki Śląskiej.